# Immediatezza imperiale

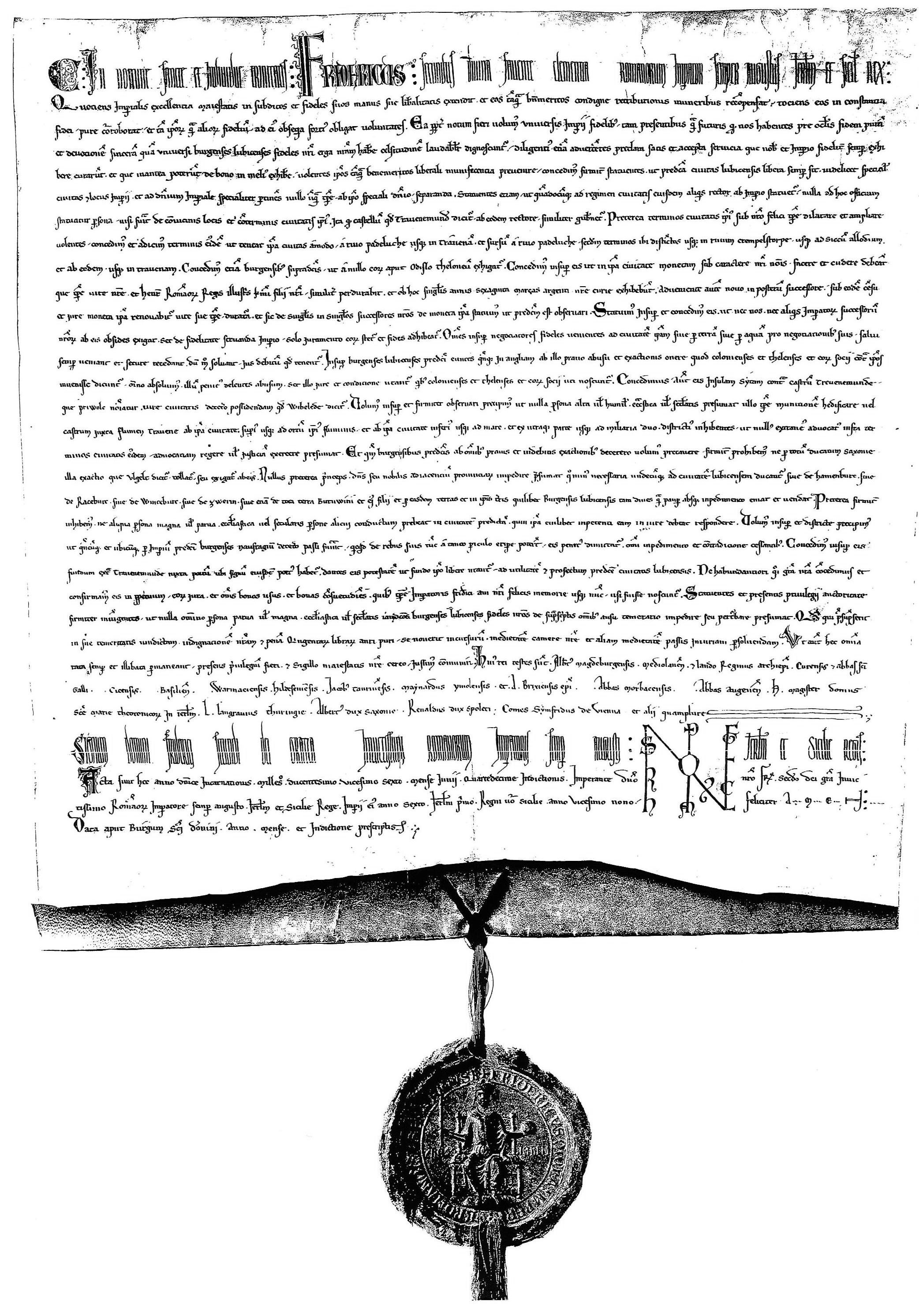
Decreto di immediatezza imperiale per la città di Lubecca, dato da Federico II di Svevia nell'anno 1226

L'immediatezza imperiale (Reichsunmittelbarkeit), nel Sacro Romano Impero, era la condizione di persone e istituzioni (città libere, conventi, villaggi) che dipendevano direttamente dall'imperatore. Gli stati che godevano di tale prerogativa  venivano definiti con il termine di stati immediati e come tali godevano di fatto di diritti sovrani. Generalmente erano membri con diritto di seggio e di voto al Reichstag.
Si distinguevano tre gruppi di persone o istituzioni che godevano dell'immediatezza imperiale:
1. Individui che avevano il diritto di partecipare alla Dieta dell'Impero; si trattava soprattutto dei principi elettori, dei principi imperiali secolari, dei principi-vescovi, dei prevosti e prelati direttamente dipendenti dall'imperatore. Partecipavano al voto con propri deputati;
2. istituzioni che partecipavano alla Dieta imperiale tramite i propri rappresentanti in primo luogo città imperiali e conventi imperiali.

Questi due gruppi assieme formavano gli stati dell'impero (Reichsstände).
Esisteva infine un terzo gruppo di persone e istituzioni che non godevano del diritto di partecipare alla dieta e quindi privi del diritto di voto: si trattava in primo luogo dei cavalieri del Sacro Romano Impero, di una serie di conventi, soprattutto femminili, e di alcuni liberi villaggi o vallate. Tuttavia, alcuni di loro, pur privi di voto alla Dieta generale, potevano vedersi riconosciuto il diritto di voto nelle diete dei vari circoli imperiali.
Erano costoro ciò che rimaneva dei vassalli diretti dell'imperatore, quando questi godeva ancora dei beni imperiali e dei diritti sovrani sull'impero. Erano molto più numerosi durante il Medioevo che alla fine del Sacro Romano Impero. In molti casi l'immediatezza di un convento o di una località era oggetto di molte discussioni, in quanto i principi dei territori loro confinanti tramavano per impadronirsene o ne contestavano la sovranità.

## La fine dell'immediatezza imperiale
Il Reichsdeputationshauptschluss del 1803 pose fine all'immediatezza imperiale, con l'eccezione di alcune città. È il fenomeno chiamato mediatizzazione. La venuta meno di tale istituto portò al definitivo collasso istituzionale dell'impero che in poco tempo scomparve. L'immediatezza imperiale cessò di esistere definitivamente con lo scioglimento del Sacro Romano Impero nel 1806.